# .wien
.wien ist eine neue Top-Level-Domain für Internetadressen (Domains) für Unternehmen, Organisationen und Privatpersonen mit Bezug zur Stadt Wien ähnlich der Domain .at für Internetadressen mit Bezug zu Österreich. Die Verwaltung der Domain erfolgt durch die punkt.wien GmbH, einer hundertprozentigen Tochter der Compass Gruppe GmbH.

## Geschichte
Im Herbst 2011 suchte die Stadt Wien nach einem Betreiber, der sich bei der Internet Corporation for Assigned Names and Numbers (ICANN) um die Top-Level-Domain .wien bewerben sollte. In Folge erhielt die punkt.wien GmbH einen Gestattungsvertrag der Stadt Wien, um sich als Verwalter und Vermarkter der Domain zu bewerben. Die Bewerbung wurde unter anderem vom Fachverband Unternehmensberatung und Informationstechnologie (UBIT) der Wirtschaftskammer Wien, der Wiener Industriellenvereinigung, von WienTourismus, dem Bundesministerium für Verkehr, Innovation und Technologie und der ISPA unterstützt. Am 28. Oktober 2013 erfolgte die Vertragsunterzeichnung zwischen ICANN und der punkt.wien GmbH für .wien als – gemeinsam mit .berlin – erster geografischer Top-Level-Domain weltweit.
Am 11. Februar 2014 ging die Top-Level-Domain .wien in Betrieb. Als die ersten Webseiten wurden Anfang März 2014 vom zuständigen Stadtrat Christian Oxonitsch seestadt.wien und smartcity.wien präsentiert. Die Vergabe der Domains erfolgte in mehreren Phasen. In einer ersten Phase konnten sich Markeninhaber bis 30. April 2014 registrieren. In einer zweiten Phase konnten sich Interessenten ohne Rechtenachweis anmelden. Die Zuteilung der eingereichten Domainnamen erfolgte anschließend ab dem 2. Juli 2014. Seit dem 15. Juli 2014 ist eine offene Registrierung für alle noch verfügbaren Domains möglich. Domains können von juristischen oder natürlichen Personen registriert werden, die Verbindungen zur Stadt Wien nachweisen können. Die Registrierung erfolgt dabei nicht direkt über punkt.wien GmbH, sondern über einen von der ICANN akkreditierten Registrar.
Mit Stand 26. Juli 2016 waren 15.210 Domains registriert. Die Domain lag damit laut der Fachzeitschrift iX auf Platz fünf der deutschsprachigen Neuen Top-Level-Domains, nach .berlin, .bayern, .koeln und .hamburg.

## Eigenschaften
Eine .wien-Domainname kann zwischen einem und 63 Zeichen lang sein, wobei Domains mit einem oder zwei Zeichen besonderen Vergabebedingungen unterliegen und mit Stand 28. Juli 2016 nicht vergeben werden. Der Domainname darf nur aus den Kleinbuchstaben a bis z, den Ziffern 0 bis 9 und Bindestrichen bestehen, wobei der Name weder mit einem Bindestrich beginnen noch enden darf. Bei Internationalisierten Domainnamen (IDN) ist die Maximallänge durch die RFCs 5890 und 5891 definiert.